# Abraxas permaculosa
Abraxas permaculosa là một loài bướm đêm trong họ Geometridae.